# Suslin-Operation
In der Mathematik ist die Suslin-Operation (auch {\displaystyle {\mathcal {A}}}-Operation) ein Konstruktionsverfahren der deskriptiven Mengenlehre, mit dem zahlreiche Mengen konstruiert werden können.
Historisch hat sie ihren Ursprung in der Beobachtung, dass man aus offenen oder abgeschlossenen Mengen durch Komplementbildung und abzählbare Vereinigungen und Durchschnitte alle Borel-Mengen konstruieren kann, dass aber die Bilder von Borel-Mengen unter Orthogonalprojektionen nicht notwendig Borel-Mengen sein müssen und man mit dem von Suslin vorgeschlagenen Verfahren eine größere Klasse von Mengen erhält als nur die Borel-Mengen.

## Definition
Die Suslin-Operation ist auf Suslin-Schemata definiert. Ein Suslin-Schema ist eine Familie, deren Indexmenge die Menge der endlichen Folgen natürlicher Zahlen {\displaystyle \mathbb {N} ^{<\omega }=\{\,\langle n_{1},\dots ,n_{k}\rangle \,|\,k\in \mathbb {N} ,\ n_{1},\dots ,n_{k}\in \mathbb {N} \,\}} ist, sprich eine Menge
{\displaystyle P=\langle p_{s}\rangle _{s\in \mathbb {N} ^{<\omega }}=\langle p_{\langle n_{1},\dots ,n_{k}\rangle }\rangle _{k\in \mathbb {N} ,\ n_{1},\dots ,n_{k}\in \mathbb {N} }}.
Die Menge der unendlichen Folgen natürlicher Zahlen wird mit {\displaystyle \mathbb {N} ^{\omega }} notiert.
Die Suslin-Operation {\displaystyle {\mathcal {A}}} ist wie folgt definiert:
{\displaystyle {\mathcal {A}}(P)=\bigcup _{\langle n_{i}\rangle _{i}\in \mathbb {N} ^{\omega }}\bigcap _{k\in \mathbb {N} }p_{\langle n_{0},\dots ,n_{k-1}\rangle }}
Die durch die Suslin-Operation aus der Familie der offenen (oder abgeschlossenen) Teilmengen eines gegebenen Raumes erhaltenen Mengen heißen analytische Mengen.

## Eigenschaften
- Die Suslin-Operation ist idempotent: {\displaystyle {\mathcal {A}}({\mathcal {A}}(P))={\mathcal {A}}(P)}.
- {\displaystyle {\mathcal {A}}(P)} ist unter abzählbaren Vereinigungen und Durchschnitten abgeschlossen.
- {\displaystyle {\mathcal {A}}(P)} im Allgemeinen nicht unter Komplementbildung abgeschlossen.